# Ла-Паліс
Ла-Паліс (фр. La Pallice), також Великий морський порт Ла-Рошель (фр. Grand port maritime de La Rochelle) — є комерційним портом міста Ла-Рошель (Приморська Шаранта, Нова Аквітанія, Франція). Він посідає шосте місце серед основних морських портів Франції за тоннажем вантажів, 1-й європейський порт з імпорту колод і 1-й французький порт з імпорту лісової продукції та паперової маси. У 2001 році на нього припадало понад 85 % торгівлі морським транспортом у колишньому регіоні Пуату-Шарант.

## Історія
Під час завершальної фази битви за Францію, 19 червня 1940 року, приблизно 6000 польських солдатів у вигнанні під командуванням Станіслава Сосабовського прибули до Ла-Паліса, звідки їх евакуювали до Великої Британії, таким чином вони змогли продовжувати боротьбу й билися з нацистською Німеччиною до кінця війни.
Під час німецької окупації Франції, з жовтня 1941 року Ла-Паліс використовувався як база підводних човнів, коли туди була переведена 3-тя флотилія підводних човнів зі своєї бази в Кілі. У 1944—1945 роках Ла-Паліс потрапив в облогу союзними військами Ла-Рошелі, яка закінчилася капітуляцією Німеччини. Велика база підводних човнів, побудована в той час, все ще перебуває на місці, але в основному не використовується. Її об'єкти використовували як фон для фільмів «Підводний човен» (1981) і «Індіана Джонс: У пошуках втраченого ковчега» (1981).